# Loose Change
Loose Change (wörtlich „(loses) Wechselgeld“ oder „Kleingeld“, sinngemäß etwa „losgelöster, beginnender Wandel“) ist ein zuerst 2005 in den USA produzierter Amateurfilm, der als Dokumentarfilm aufgemacht ist und Verschwörungstheorien zum 11. September 2001 verbreitet. Danach sollen Teile der US-Regierung die Terroranschläge am 11. September 2001 selbst geplant und durchgeführt haben („inside job“).
Dylan Avery ist der Drehbuchautor, Erzähler und Regisseur; er, Korey Rowe und Jason Bermas sind die Filmproduzenten der ersten Ausgabe; für die zweite kam Matthew Brown hinzu. Ihr Film beruht zum großen Teil auf Videomaterial von Fernsehsendern und Amateurfilmern. In der zweiten Ausgabe (2nd edition) und deren Überarbeitung von 2006 (2nd recut) wurden einige urheberrechtlich angefochtene Passagen und als falsch kritisierte Aussagen weggelassen, andere Passagen näher ausgeführt und ihre Aussagen bekräftigt. Diese Fassung ist der bekannteste und mit etwa 10 Millionen Mal am häufigsten gesehene verschwörungstheoretische Film über die Terroranschläge. Er wurde 2007 (Final Cut) und 2009 (An American Edition) nochmals überarbeitet. Die darin enthaltenen Verschwörungsthesen wurden vielfach widerlegt.

## Das Produktionsteam
Dylan Avery kommt aus Oneonta (New York). Korey Rowe stammt ebenfalls aus Oneonta und diente vor der Produktion als US-Soldat sechs Monate in Kandahar, Afghanistan, und ein Jahr in Kuwait und im Irak. Jason Bermas ist ein Grafikdesigner, Filmproduzent sowie der Webmaster der Gruppe und wohnt ebenfalls in Oneonta, New York. Er trat bei späteren öffentlichen Debatten um den Film oft als Wortführer des Teams auf.
Avery wurde zweimal von der Purchase College Filmschule abgewiesen. Danach plante er einen fiktiven Spielfilm über eine Gruppe Jugendlicher, die entdecken, dass 9/11 ein „Inside Job“ war. Bei den Recherchen für diesen Film, so stellte er es später dar, sei er zur Überzeugung gelangt, dass es tatsächlich so war und die wahren Hintergründe vertuscht würden. Daher änderte er das Filmkonzept zu einer Dokumentation, und nach mehreren Gesprächen stieg sein Kindheitsfreund Korey Rowe mit ein. Jason Bermas wurde der Rechercheur für den Film.
Nach dessen Veröffentlichung haben Avery, Rowe und Bermas eine unabhängige Filmproduktion mit dem Namen Louder than Words gegründet. Die Gesellschaft unterstützt das „9/11 Truth Movement“ und veranstaltet jährliche Proteste am 11. September in New York City. Avery und Bernas traten seit 2006 bei dessen Veranstaltungen sowie in einigen Talkshows von Mainstream-Medien auf.

## Fassungen
Die im April 2005 erschienene Erstfassung dauerte eine Stunde und 22 Minuten und kostete etwa 2.000 US-Dollar. Sie behauptete, unter dem Rumpf von United 175 (dem Flugzeug, das in den Südturm des World Trade Centers flog) sei auf Filmmaterial eine Hülle sichtbar, die beweise, dass die Flugzeuge als Bombenträger benutzt worden seien.
Die zweite, stark überarbeitete Fassung wurde für 6.000 Dollar produziert und im November 2005 veröffentlicht. Sie enthielt eine neue Einführung sowie weiteres Videomaterial, das Avery über eBay gekauft hatte. Die Hüllen-These wurde herausgeschnitten und durch die These ersetzt, die Flugzeuge seien als Passagierflugzeuge getarnte ferngelenkte Drohnen gewesen. Die Erstversion, wonach Flug UA 93 durch einen Kampfjet abgeschossen worden sei, wurde ersetzt durch die These, das Flugzeug sei in Cleveland auf dem Hopkins Airport gelandet und die etwa 200 Passagiere seien in ein NASA-Gebäude evakuiert worden. Erst diese Fassung erhielt größere Aufmerksamkeit, nachdem sie in Binghamton (New York) von dem lokalen Sender WICZ-TV des FOX-Network gezeigt wurde. Im August 2006 wurde die 2nd-Recut-Version veröffentlicht, die weitere Details veränderte und Filmausschnitte vom ersten Flugzeugeinschlag wegließ, die aus einem Video der Brüder Jules und Gédéon Naudet stammten. Diese hatten am 26. Mai 2006 per Einschreiben eine Urheberrechtsklage angedroht.
Im Juli 2007 erschien Loose Change Second Edition als 2-DVD-Set (auch in Deutschland) im Handel; teilweise fehlt Material, da nicht alle Rechteinhaber ihr Einverständnis für die DVD gegeben hatten. Seit dem 11. November 2007 kann die Fassung Loose Change: Final Cut auf der Website der Produzenten gegen eine Streamnutzungsgebühr heruntergeladen werden. Sie wurde von Alex Jones und Tim Sparke als Kino-Version produziert. Sprecher für die Second Edition und den Final Cut war der Schauspieler Daniel Sunjata. 2009 wurde unter dem Titel Loose Change 9/11: An American Coup eine dritte Version veröffentlicht, die ebenfalls auf DVD veröffentlicht wurde. Besonders die Final-cut-Version wird im Internet verbreitet, auch mit Untertiteln in mehreren Sprachen. Nachahmer haben ihre Videos zu anderen Themen ebenfalls mit dem Schlagwort „Loose Change...“ betitelt.
Kritiker wie Mark Iradian und George Monbiot wiesen darauf hin, dass die Macher ihren Anspruch einer „Dokumentation“ und Darstellung von „Wahrheit“ mit mehreren erheblich voneinander abweichenden Fassungen bereits selbst entkräftet hätten. Avery habe durch Missbrauch von urheberrechtlich geschütztem Material, die Notwendigkeit ständiger Selbstkorrekturen und die manipulative Verwendung von Quellen jedes Vertrauen in die Seriosität seiner filmischen Berichterstattung zerstört. Aufgrund zahlreicher Verdrehungen und Verfälschungen könne der Film nicht in die Kategorie einer Dokumentation, sondern müsse als Agitprop-Mittel zum Anwerben von Aktivisten gegen die damalige US-Regierung unter George W. Bush eingeordnet werden.

## Inhalt
Der Film besteht hauptsächlich aus Bildmaterial aus Nachrichtensendungen, die um einige Tricksequenzen ergänzt und mit Hip-Hop-Musik und der Stimme eines Sprechers (im Original: Dylan Avery) ergänzt werden, die erklärt, wie das Gezeigte zu deuten sei.

### Vor- und Nachspann
Loose Change zeigt öffentlich zugängliches Filmmaterial und Fotografien. Der Vorspann weist auf übernommenes, zum Teil nicht lizenziertes Filmmaterial hin, dessen Autoren die Ansichten von Loose Change nicht teilen. Das Foto- und Filmmaterial stammt zu einem großen Teil von CNN, NBC, dem Fox News Channel sowie weiteren Fernsehsendern. Der Film sei denen gewidmet, die ihr Leben am 11. September 2001 verloren haben. Einige nicht datierte Zitate von Regierungsvertretern behaupten mal keine, mal viele Vorwarnungen zu den Anschlägen. Zum Schluss ruft Jason Bermas vor dem American Scholar’s Symposium in Los Angeles am 25. Juni 2006 zu friedlichen Demonstrationen am Ground Zero auf.

### Operation Northwoods
Der Film beginnt mit der Operation Northwoods von 1962, die 1998 durch Freigabe von CIA-Dokumenten bekannt geworden war. Dabei plante das Verteidigungsministerium der Vereinigten Staaten eine Falsche-Flagge-Operation, die kubanische Terroranschläge auf zivile und militärische US-Schiffe und Passagierflugzeuge vortäuschen sollte, um so einen Vorwand für die Invasion Kubas zu schaffen. Präsident John F. Kennedy lehnte den Plan jedoch ab; dieser blieb unausgeführt.
Der Film stellt nur die Planung der unausgeführten Aktion dar, ohne einen Zusammenhang zu den Ereignissen des 11. September 2001 herzustellen. Er suggeriert dadurch, auch diese könnten ein von US-Militärs vorgetäuschter Terroranschlag gewesen sein.

### Vorbereitungssequenz
In den folgenden etwa sechs Minuten reiht der Film in rascher Folge verschiedene Ereignisse aneinander, ohne ihren Bezug zu den Anschlägen zu erläutern:
- 1984 habe die Luftfahrtbehörde Start-, Flug- und Landeversuche mit einem unbemannten ferngelenkten Passagierflugzeug gemacht,
- 1997 sei das WTC in ein Antiterrorprogramm aufgenommen worden,
- 1998 sei eine Drohne erfolgreich getestet worden,
- 1999 habe die Flugaufsichtsbehörde NORAD Flugzeugentführungen simuliert,
- 2000 habe die WTC-Aufsicht ein Handbuch zum Umgang beim Fund von Massenvernichtungswaffen im Gebäude erhalten,
- im selben Jahr habe das Verteidigungsministerium ein Modell für einen Flugzeugabsturz auf sein Gebäude erstellt,
- später im Jahr habe NORAD diesen Fall als unrealistisch ausgeschlossen,
- der mögliche Abschuss entführter Flugzeuge sei im Juni 2001 dem direkten Befehl des Verteidigungsministers unterstellt worden,
- Justizminister Ashcroft habe FBI-Agenten zum Schutz vor Entführern bei seinen Dienstflügen erhalten,
- Osama bin Laden sei im Juli 2001 in einem Krankenhaus in Dubai gewesen und habe sich dort mit einem CIA-Agenten getroffen. Dass Bin Laden diesen Zeitungsbericht später als erfunden zurückwies,[13] lässt der Film aus.

In dieser Sequenz zitiert der Film auch einen Satz aus einem 90-seitigen Strategiepapier von 2000 des neokonservativen Project for the New American Century (PNAC), dem einige Mitglieder der damaligen US-Regierung angehörten:

„… the process of transformation, even if it brings revolutionary change, is likely to be a long one, absent some catastrophic and catalyzing event - like a new Pearl Harbor.“

Welcher revolutionäre Umwandlungsprozess hier gemeint war, lässt der Film aus: nämlich neue Informationstechnologien, die Gesellschaft und Militär weltweit verändern würden. Gefordert wurde daher ein Ausbau der Raketenabwehr, keine konventionellen Interventionen mit Bodentruppen in Ländern, wo ein Bürgerkrieg möglich oder im Gange ist.

### Pentagon-Einschlag
Es folgt eine Darstellung des Einschlags in das Pentagon. Der Film behauptet, dass die zerstörte Gebäudefassade zu schmal sei für den Einschlag einer Boeing 757; man sehe keine Flugzeugtrümmer und Schäden an der Umgebung. Man habe zu wenig Teile geborgen, um den Einschlag einer Boeing 757 nachzuweisen. Ein gefundenes Turbinenrad könne nicht vom Hilfstriebwerk der Boeing stammen, sondern eher von einer Douglas A-3, einem Flugzeug der United States Air Force. Der angegebene Pilot Hani Hanjour habe bereits Probleme gehabt, eine Cessna zu fliegen. Das Flugmanöver im Tiefflug in das Pentagon hätte nach Aussage eines erfahrenen Boeing-Piloten zu einem Strömungsabriss (high speed stall) geführt. Die US-Regierung habe die Veröffentlichung der kompletten Aufnahmen der Sicherheitskameras verweigert.
Diese Thesen stammten aus Thierry Meyssans Buch The Big Lie von 2002 und waren seither schon oft widerlegt worden: Tatsächlich hatte sich Hanjour gar nicht für das Starten und Landen der Boeing ausbilden lassen und musste nach Zeugenaussagen und Flugschreiber eine 360-Grad-Kurve fliegen, um das Gebäude im richtigen Winkel zu treffen. Die Einschlagszone entsprach der Breite des Flugzeugs nach Abriss eines Flügels beim Aufschlag gegen ein Generatorhaus vor der Fassade, den Zeugen beobachteten, sowie der in der Mitte konzentrierten Hauptmasse des Flugzeugs, wie Computersimulationen bestätigten. Die US-Regierung gab das Parkplatzvideo 2006 nach Abschluss des Prozesses gegen Zacarias Moussaoui frei; da es nur ein Standbild pro Sekunde festhielt, ließ es den Flugkörper kaum erkennen und zeigte fast nur eine Explosion.

### World Trade Center
Der folgende Teil stellt Beobachtungen und Vermutungen dar, die eine gezielte Sprengung (controlled demolition) als Einsturzursache für die Gebäude 1, 2 und 7 des World Trade Centers nahelegen sollen.
Dazu werden Zeugenaussagen des Hausmeisters William Rodriguez, einiger Feuerwehrleute und Passanten genannt, die laute, als Explosionen gedeutete Knallgeräusche in WTC 1 und 2 hörten.
Auf Filmaufnahmen vom Kollaps des WTC 1 und 2 sind Staubfontänen zu sehen, die seitlich aus dem Gebäude unterhalb der kollabierenden Stockwerke herausschießen. Dann wird behauptet, der Einsturz habe nicht länger als ein Freier Fall gedauert; dies sei physikalisch nur möglich, wenn die einzelnen Stockwerke durch gezielte Sprengungen regelrecht pulverisiert würden. Die Feuer in den Türmen seien nicht heiß genug gewesen, um die Stahlträger der Gebäude schmelzen zu lassen. Dies wird mit einer Aussage eines Feuerwehrhauptmanns untermauert: Er erreichte im Südturm die Einschlagstelle und nannte über Funk, es gäbe dort nur zwei Feuer, die mit zwei Schläuchen unter Kontrolle gebracht werden könnten.
Zum Gebäude 7 stellt der Film fest, es habe vor seinem Kollaps nur kleinere Schäden gehabt.
Dem folgt eine Liste mit Hochhäusern, die länger und mit intensiveren Feuern gebrannt hätten als die Türme, ohne zusammenzubrechen; die drei WTC-Gebäude seien die ersten Stahlgerüstgebäude in der Geschichte gewesen, die augenscheinlich wegen Gebäudebränden kollabiert seien.

### United 93
Im Fall United-Airlines-Flug 93 weicht der Film von gängigeren Verschwörungstheorien ab, nach welchen das Flugzeug von Militärflugzeugen abgeschossen wurde. Stattdessen setzt er eine Reihe von doppelten Hinweisen zu zwei Notlandungen in Cleveland so zusammen, dass United 93 kurz nach Delta 1989 sicher in Cleveland gelandet sei und die Passagiere dort in ein verlassenes NASA-Forschungszentrum evakuiert worden wären. Begründet wird das mit fehlenden Trümmerteilen an der Absturzstelle und angeblich den wissenschaftlichen Erklärungen widersprechende Zeugenaussagen.

### Verschiedenes
Danach folgen verschiedene weitere Vermutungen. So werten die Filmmacher die Tatsache, dass American Airlines erst 2004 ein System eingeführt hat, um Handytelefonate möglich zu machen, als Hinweis dafür, dass diese 2001 noch nicht möglich waren. Stattdessen wird davon ausgegangen, dass die Handytelefonate gefälscht wurden, indem die Stimmverfälschungs-Technologie des Los Alamos National Laboratory in New Mexico verwendet worden sei. Auch das am 13. Dezember 2001 als Beweis veröffentlichte Bin-Laden-Video, in dem er seine Verantwortung für die Anschläge bekanntgibt, wird als Fälschung angesehen. Schließlich wird vermutet, dass von den angeblichen Entführern, die vom FBI bekanntgegeben wurden, viele gar nicht in den Flugzeugen waren und einige nach dem 11. September sogar noch lebten.

### Motive
Am Ende spekulieren die Filmautoren über Motive von Personen, die angeblich durch die Anschläge Vorteile erlangt hätten. Sie behaupten, der damalige Pächter der WTC-Gebäude Larry Silverstein habe aufgrund einer speziellen Klausel in dem von ihm wenige Wochen vor den Anschlägen geleasten World Trade Center Versicherungsleistungen in Milliardenhöhe erhalten. Tatsächlich musste Silverstein aufgrund der Pachtverträge täglich Mieten in Millionenhöhe für die zerstörten Gebäude WTC 1 und 2 weiterzahlen und erhielt Versicherungsleistungen erst nach jahrelangem Prozess und in weit geringerer Höhe als gefordert. Er re-investierte etwa den doppelten Betrag in den Neubau.
Weiterhin führen die Filmautoren angebliche Profiteure von Insidergeschäften kurz vor den Anschlägen und die Gewinne der Firma Halliburton im folgenden Krieg gegen den Terror auf. Sie stellen die Anschläge zudem als Vorwand der US-Regierung dar, einen Überwachungsstaat herbeizuführen.

## Öffentliche Präsentationen
Dem Broadcast-Magazine zufolge fand am 14. Juni 2006 eine Sonderaufführung der Zweitfassung im Britischen Parlament statt.
Die Humboldt-Universität zu Berlin erlaubte anfangs eine Vorführung des Films im Kinosaal der Hochschule, zog diese aber wenige Tage davor zurück, da die Voraussetzungen einer Genehmigung (Forschung und Lehre oder hochschulpolitisches Interesse der Studierenden) entgegen dem Antrag nicht vorgelegen hätten. Der Film enthalte „unwissenschaftliche“ sowie „rassistische und diskriminierende Behauptungen, die innerhalb des öffentlichen Bereichs nicht unterstützt oder verbreitet werden dürfen“. Seine Ausstrahlung füge dem Ansehen der Bundesrepublik Deutschland und der Hochschule Schaden zu.

## Kritik
Als Antwort auf das Amateurvideo entstanden auch eine Vielzahl von detaillierten Gegendarstellungen zu den im Video aufgestellten Behauptungen. Korrektheit und Neutralität von Loose Change wurden u. a. von dem Gegenfilm Screw Loose Change von Mark Roberts, einem Artikel der Zeitschrift Popular Mechanics und zahlreichen anderen Medien bestritten und größtenteils widerlegt.
Am 11. September 2006 waren Dylan Avery und Jason Bermas bei Democracy Now!, the War and Peace Report zu Gast und diskutierten mit James Meigs und David Dunbar, zwei Redakteuren von Popular Mechanics und Autoren des Buchs Debunking 9/11 Myths.
In der zweiteiligen BBC-Dokumentation 9/11 – Die Verschwörungstheorien von 2007 wurde Dylan Avery zu den Widersprüchen in verschiedenen Ausgaben von Loose Change befragt und von Chip Berlet, einem investigativen US-Journalisten, scharf kritisiert.
Der Berliner Historiker Wolfgang Benz nutzt den Film in einem 2007 erschienenen Buch, um exemplarisch das Funktionieren von Verschwörungstheorien zu erläutern: Zweck sei die Bewältigung von Ohnmachtsgefühlen angesichts einer immer komplexer werdenden globalisierten Welt, deren ökonomische und politische Zusammenhänge der Einzelne nicht mehr durchschauen könne. Alle Informationen, ob richtig oder falsch, würden ungeprüft und beliebig benutzt, um eine monokausale Erklärung für ein monströs erscheinendes Ereignis zu liefern, das durch „natürliche“ Erklärung nicht befriedigend erklärbar erscheine. Diese Erklärung teile die Welt zumeist klar in Gut und Böse ein, nämlich in die Verschwörer und ihre Opfer. Die Rezipienten hätten den Vorteil, sich im Besitz einer exklusiven Wahrheit zu fühlen, den sie durch „Glauben und Hingabe“ an die Ersteller der Verschwörungstheorie honorieren würden. Somit seien sie immun gegen rationale Gegenargumente und aufklärerische Bemühungen. Voraussetzung sei eine verbreitete Bereitschaft, sich auf absurde Konstruktionen einzulassen, wie sie sich in Umfrageergebnissen zu den Terroranschlägen vom 11. September zeigten. Arrangement und Kommentierung der Bilder seien so geschickt erfolgt, „dass sich der Konsument der Dynamik und Dramatik der Kompilation nicht entziehen kann“.
2013 stellten Kritiker die siebenminütige Parodie Luke’s Change: An Inside Job ins Netz. Darin wird in enger Anlehnung an die Machart von Loose Change – Kamerafahrten über Fotografien, betont ernster Sprachduktus, Musik – die These vertreten, dass die Zerstörung des Todessterns durch Luke Skywalker, wie sie 1977 in Star Wars: Episode IV – Eine neue Hoffnung dargestellt wurde, nicht stimmen könne, sondern vielmehr auf einen „Inside Job“ zurückgeführt werden müsse.
Der Amerikanist Michael Butter sieht in dem Film ein typisches Beispiel für die Verbreitungswege moderner Verschwörungstheorien: Die Denkweise, unerwünschte Ereignisse mit dem geplanten, geheimen Handeln einer kleinen Gruppe böser Verschwörer zu erklären, sei seit den 1960er Jahren zunehmend delegitimiert und stigmatisiert worden, weshalb seitdem zunächst deutlich weniger Menschen als zuvor an Verschwörungstheorien glaubten. Mit Aufkommen des Internets aber fänden Produzenten und Konsumenten solcher Spekulationen mühelos zueinander, die „traditionelle Wächterfunktion der Medien“ sei ausgeschaltet, weshalb die „Wahrheit“ im digitalen Zeitalter stets nur eine Google-Recherche entfernt sei.